# Ølensvåg
Ølensvåg är en tätort i Vindafjords kommun i Rogaland fylke i sydvästra Norge. Orten ligger vid Europaväg 134, på södra sidan av Ølsfjorden, väster om kommunens centralort Ølen.